# Helmut Wolff (Politiker)
Helmut Wolff (* 14. August 1897 in Schäßburg, rumänisch Sighișoara, Königreich Ungarn; † 12. April 1971) war ein rumäniendeutscher Zahnarzt und Politiker. Er war deutsch-sächsischer Volksratspräsident und Mitglied der „Volksgruppenführung in Rumänien“.

## Leben
Helmut Wolff war der Sohn des Pfarrers und Senators Johann Wolff. Er nahm als Reserveoffizier bei den Tiroler Kaiserjägern am Ersten Weltkrieg teil, danach studierte er Zahnmedizin in Cluj (deutsch Klausenburg), Berlin, Kiel und Graz und schloss als Dr. med. dent. ab. Von 1923/24 bis 1935 praktizierte er in Bistrița  (deutsch Bistriz), und ab 1935 in Hermannstadt (rumänisch Sibiu).
Wolff bekannte sich öffentlich zum Nationalsozialismus und dem Führerprinzip. Zunächst gehörte er dem sogenannten „Klingsorkreis“ um Heinrich Zillich an. 1933 schloss er sich der „Erneuerungsbewegung“ unter Fritz Fabritius an.
Am 5. März 1935 wurde er gegen den Widerstand der Konservativen zum Obmann des „Deutsch-sächsischen Nösner-Kreisausschusses“ in Bistritz gewählt. Am 7. Juni 1935 erfolgte seine Wahl zum „Deutsch-sächsischen Volksratspräsident“ (auch „Gauobmann“, mit Sitz in Hermannstadt) und zum stellvertretenden Landeskirchenkurator der Evangelischen Kirche A. B. in Rumänien. 1939 musste er sein Amt als Volksratspräsident niederlegen. Nach 1940 übernahm er innerhalb der „Volksgruppenführung“ das Referat „Kirche und Schule“.  Er spielte eine entscheidende Rolle bei der Beseitigung des Bischofs Viktor Glondys.

## Schriften
- Ein Jahr Volksgemeinschaft der Deutschen in Rumänien unter Fritz Fabritius, Krafft & Dritkeff, 1936.